# Elecciones municipales de San Martín de 1986
Las elecciones municipales de San Martín de 1986 se llevaron a cabo el 9 de noviembre de 1986 para elegir al alcalde y al Concejo Provincial de San Martín para el periodo 1987-1989. La elección se celebró simultáneamente con elecciones municipales en todo el país.

## Sistema electoral
La Municipalidad Provincial de San Martín es el órgano administrativo y de gobierno de la provincia de San Martín. Está compuesta por el alcalde y el Concejo Provincial.
La votación del alcalde y el concejo se realiza en base al sufragio universal, que comprende a todos los ciudadanos nacionales mayores de dieciocho años, empadronados y residentes en la provincia de San Martín y en pleno goce de sus derechos políticos, así como a los ciudadanos no nacionales residentes y empadronados en la provincia de San Martín.
El Concejo Provincial de San Martín está compuesto por 19 regidores elegidos por sufragio directo para un período de tres (3) años, en forma conjunta con la elección del alcalde (quien lo preside). La votación es por lista cerrada y bloqueada. Se asigna a la lista ganadora los escaños según el método d'Hondt o la mitad más uno, lo que más le favorezca. Es elegido como alcalde el candidato que ocupe el primer lugar de la lista que haya obtenido la más alta votación.

## Composición del Concejo Provincial de San Martín
La siguiente tabla muestra la composición del Concejo Provincial de San Martín antes de las elecciones.
| Partidos | Partidos                  | Regidores |
| -------- | ------------------------- | --------- |
|          | Partido Aprista Peruano   | 11        |
|          | Acción Popular            | 6         |
|          | Partido Popular Cristiano | 1         |
|          | Izquierda Unida           | 1         |

## Partidos y candidatos
A continuación se muestra una lista de los principales partidos y alianzas electorales que participaron en las elecciones:
| Candidatura | Candidatura | Partidos y alianzas | Candidatos | Candidatos                  | Ideología                                               | Resultado previo | Resultado previo | Ref. |
| Candidatura | Candidatura | Partidos y alianzas | Candidatos | Candidatos                  | Ideología                                               | Votos (%)        | Reg.             | Ref. |
| ----------- | ----------- | --- | ---------- | --------------------------- | ------------------------------------------------------- | ---------------- | ---------------- | ---- |
|             | APRA        | Lista - Partido Aprista Peruano (APRA) |            | Ignacio Ruíz Dávila         | Aprismo                                                 | 41.05%           | 11               |      |
|             | IU          | Lista - Izquierda Unida (IU) – Unión de Izquierda Revolucionaria (UNIR) – Partido Unificado Mariateguista (PUM) – Partido Socialista Revolucionario (PSR) – Partido Comunista Revolucionario (PCR) – Partido Comunista Peruano (PCP) – Frente Obrero Campesino Estudiantil y Popular (FOCEP) |            | Horacio García Velásquez    | Marxismo-leninismo Mariateguismo Socialismo democrático | 9.54%            | 1                |      |
|             | PPC         | Lista - Partido Popular Cristiano (PPC) |            | Guillermo Reátegui Reátegui | Conservadurismo social Humanismo Democracia cristiana   | 7.18%            | 1                |      |
|             | IND         | Lista - Lista Independiente N° 5 |            | Juan León Montalvo          | Localismo sanmartinense                                 | Nuevo            | Nuevo            |      |

## Resultados

### Sumario general
|                        |                                 |              |              |              |           |           |
| Partidos y coaliciones | Partidos y coaliciones          | Voto popular | Voto popular | Voto popular | Regidores | Regidores |
| Partidos y coaliciones | Partidos y coaliciones          | Votos        | %            | ±pp          | Total     | +/−       |
|                        | Partido Aprista Peruano (APRA)  | 12,666       | 44.72        | +3.67        | 11        | ±0        |
|                        | Partido Popular Cristiano (PPC) | 10,223       | 36.09        | +28.91       | 6         | +5        |
|                        | Izquierda Unida (IU)            | 4,708        | 16.62        | +7.08        | 2         | +1        |
|                        | Lista Independiente N° 5        | 726          | 2.56         | n/a          | 0         | ±0        |
|                        |                                 |              |              |              |           |           |
| Total                  | Total                           | 28,323       |              |              | 19        | ±0        |
|                        |                                 |              |              |              |           |           |
| Votos válidos          | Votos válidos                   | 28,323       | 89.59        | +1.80        |           |           |
| Votos en blanco        | Votos en blanco                 | 724          | 2.29         | –0.76        |           |           |
| Votos nulos            | Votos nulos                     | 2,568        | 8.12         | –1.04        |           |           |
| Votos emitidos         | Votos emitidos                  | 31,615       | 77.46        | +12.95       |           |           |
| Abstenciones           | Abstenciones                    | 9,199        | 22.54        | –12.95       |           |           |
| Votantes registrados   | Votantes registrados            | 40,814       |              |              |           |           |
|                        |                                 |              |              |              |           |           |
| Fuente:                |                                 |              |              |              |           |           |

## Elecciones municipales distritales

### Resultados por distrito
La siguiente tabla enumera el control de los distritos de la provincia de San Martín. El cambio de mando de una organización política se resalta del color de ese partido.
| Distrito             | Alcalde(sa) titular         | Partido político | Partido político        | Alcalde(sa) electo(a)   | Partido político | Partido político          |
| -------------------- | --------------------------- | ---------------- | ----------------------- | ----------------------- | ---------------- | ------------------------- |
| Alberto Leveau       | Mario Tananta Fasanando     |                  | Acción Popular          | Orlando Gatica Córdova  |                  | Partido Aprista Peruano   |
| Cacatachi            | César Noriega Meléndez      |                  | Partido Socialista      | Adrián Blondet Anicama  |                  | Partido Aprista Peruano   |
| Chazuta              | Teodoro Sangama Panaifo     |                  | Partido Aprista Peruano | Elmer Saurín J.         |                  | Partido Aprista Peruano   |
| Chipurana            | Grimaldo Rodríguez Ipushima |                  | Partido Aprista Peruano | Carlos Carrillo Napuchi |                  | Partido Aprista Peruano   |
| El Porvenir          | Gunner Jáuregui Landa       |                  | Partido Aprista Peruano | Delicia Ríos Orbe       |                  | Partido Popular Cristiano |
| Huimbayoc            | Roberto Macedo Lozano       |                  | Acción Popular          | Carlos Gonzales Tenazoa |                  | Partido Aprista Peruano   |
| Juan Guerra          | Lorgio Vela Cerrón          |                  | Partido Aprista Peruano | Ronnie Flores Flores    |                  | Partido Aprista Peruano   |
| La Banda de Shilcayo | Luis Arévalo Flores         |                  | Acción Popular          | Walter Pinchi Guerra    |                  | Partido Aprista Peruano   |
| Morales              | Humberto Pinedo Dávila      |                  | Partido Aprista Peruano | Humberto Pinedo Dávila  |                  | Partido Aprista Peruano   |
| Papaplaya            | Juan Cachique Sangama       |                  | Partido Aprista Peruano | Gilber García Yalta     |                  | Partido Aprista Peruano   |
| San Antonio          | Emil Pinedo Rubio           |                  | Partido Aprista Peruano | Reynaldo Pinedo Pinedo  |                  | Partido Aprista Peruano   |
| Sauce                | Ramón García Díaz           |                  | Acción Popular          | Néstor Navarro García   |                  | Lista Independiente N° 15 |
| Shapaja              | Augusto Navas Ruiz          |                  | Partido Aprista Peruano | Max Palma Tuanama       |                  | Lista Independiente N° 5  |